# Episodi de Le avventure di Gene Autry (quinta stagione)
La quinta stagione della serie televisiva Le avventure di Gene Autry è andata in onda negli Stati Uniti dal 1º ottobre 1955 al 24 dicembre 1955 sulla CBS.
| nº | Titolo originale            | Prima TV USA     | Titolo italiano | Prima TV Italia |
| -- | --------------------------- | ---------------- | --------------- | --------------- |
| 1  | The Million Dollar Fiddle   | 1º ottobre 1955  |                 |                 |
| 2  | Stage to San Dimas          | 8 ottobre 1955   |                 |                 |
| 3  | The Portrait of White Cloud | 15 ottobre 1955  |                 |                 |
| 4  | Law Comes to Scorpion       | 22 ottobre 1955  |                 |                 |
| 5  | The Golden Chariot          | 29 ottobre 1955  |                 |                 |
| 6  | Guns Below the Border       | 5 novembre 1955  |                 |                 |
| 7  | Ghost Ranch                 | 12 novembre 1955 |                 |                 |
| 8  | Go West, Young Lady         | 19 novembre 1955 |                 |                 |
| 9  | Feuding Friends             | 26 novembre 1955 |                 |                 |
| 10 | Saddle Up                   | 3 dicembre 1955  |                 |                 |
| 11 | Ride Ranchero               | 10 dicembre 1955 |                 |                 |
| 12 | The Rangerette              | 17 dicembre 1955 |                 |                 |
| 13 | Dynamite                    | 24 dicembre 1955 |                 |                 |

## The Million Dollar Fiddle
- Diretto da:
- Scritto da:

### Trama
- Interpreti: Gene Autry (Gene Autry), Nestor Paiva (zio Luis Corelli), Harry Lauter (Buck Bowman, Foreman), Peter J. Votrian (Reginald Redaldo), Jean Howell (Miss Nona Nixon), Joe Besser (conducente del treno), Frank Jenks (Brad), Holly Bane (scagnozzo Cliff), Pat Buttram (Pat Buttram), Boyd Stockman (scagnozzo Keller), Bob Woodward (Handcar Operator)

## Stage to San Dimas
- Diretto da:
- Scritto da:

### Trama
- Interpreti: Gene Autry (Marshal Gene Autry), Barbara Knudson ('Diamond' Della Dix), Keith Richards (Cliff Barton), George J. Lewis (capitano Randy Jones), Myron Healey (Hal Keller), Steve Conte (Bert Nixon), Jack Daly (Julius Smithers, prestatore su pegno), Edward Clark (Station Agent), Jacqueline Park (Emily), Pat Buttram (Pat Buttram), Frankie Marvin (guardia diligenza), Jimmy Noel (Calvary Trooper in Town), Tex Palmer (uomo all'incidente), Bob Woodward (conducente della diligenza)

## The Portrait of White Cloud
- Diretto da:
- Scritto da:

### Trama
- Interpreti: Gene Autry (Gene Autry), Jack Daly (Lennie Renault, Painter), Dick Rich (Jack Hastings - Leather-Vested Henchman), Glenn Strange (capo White Cloud), John Close (sceriffo Tim Davis), Steve Raines (scagnozzo Pete Crowder), Terry Frost (Carl McHenry, Wells' Fargo Agent), Joseph Michaels (Running Deer), The Cass County Boys (musicisti), Pat Buttram (Pat), Bert Dodson (bassista), Fred S. Martin (fisarmonicista), Jerry Scoggins (chitarrista)

## Law Comes to Scorpion
- Diretto da:
- Scritto da:

### Trama
- Interpreti: Gene Autry (Gene Autry), Arthur Space (lo sceriffo), Sydney Mason (Parson Cameron), Myron Healey (Jaycee Cady), Lisa Montell (Esther Cameron), Richard Avonde (Gantry, capo degli scagnozzi), Earle Hodgins (The Drunken Judge), Pat Buttram (Pat Buttram), John L. Cason (Bob), Art Dillard (Red-Checked-Shirted Henchman), Herman Hack (frequentatore bar), Ray Jones (giocatore di carte), Tex Palmer (cittadino), Jack Perrin (frequentatore bar), Bob Woodward (scagnozzo)

## The Golden Chariot
- Diretto da:
- Scritto da:

### Trama
- Interpreti: Gene Autry (Gene Autry), Junius Matthews (Schoolmaster Mike Fitzpatrick), Jean Howell (Kathy Fitzpatrick), Harry Lauter (The Charioteer), Ralph Sanford (Harper, the Hustler), Byron Foulger (Mr. Throckmorton), Elizabeth Harrower (Abigail Smith), Bob Woodward (Chuck), Pat Buttram (Pat Buttram), Frankie Marvin (sceriffo), Jimmy Noel (cittadino), Tex Palmer (conducente della diligenza)

## Guns Below the Border
- Diretto da:
- Scritto da:

### Trama
- Interpreti: Gene Autry (Gene Autry), Myron Healey (Jim Banning), Keith Richards (Steve Banning), Lane Bradford (Gregorio il fuorilegge), George J. Lewis (Capitan Fernando), David Leonard (Padre Francisco Rio), Eugenia Paul (Marquita Fernando), Steve Conte (Cyclops - One-Eyed Henchman), David Saber (Red-Haired Boy), Pat Buttram (Pat)

## Ghost Ranch
- Diretto da:
- Scritto da:

### Trama
- Interpreti: Gene Autry (Gene Autry), Sally Fraser (Torrey Palmer), Harry Harvey (Gil Barnes), Maxine Gates (Marabelle Carroll), Bob Woodward (conducente della diligenza / aiutanti nel ranch), The Cass County Boys (aiutanti nel Flying 'A' Ranch), Pat Buttram (Pat Buttram), Art Dillard (Cowpoke Giving Pat a Ride), Bert Dodson (aiutanti nel ranch cantante), Fred S. Martin (aiutanti nel ranch cantante), Frankie Marvin (lavoratore nel ranch), Jerry Scoggins (chitarrista)

## Go West, Young Lady
- Diretto da:
- Scritto da:

### Trama
- Interpreti: Gene Autry (Gene Autry), Nan Leslie (ispettore Mary Riley, alias Mary Gridley), John Close (ispettore Jim Powers / Big Jim Gridley), Dick Rich (Frank Layton), Jack Daly (Mr. Gillis, Postman), Muriel Landers (Little Mountain), Isabelle Dwan (Flora Layton, alias Florabelle Lamour), Terry Frost (sceriffo Dixon), The Cass County Boys (aiutanti nel Flying 'A' Ranch), Pat Buttram (Pat Buttram), Bert Dodson (bassista), Fred S. Martin (fisarmonicista), Jerry Scoggins (chitarrista), Bob Woodward (conducente della diligenza)

## Feuding Friends
- Diretto da:
- Scritto da:

### Trama
- Interpreti: Gene Autry (Gene Autry), Arthur Space (George Elkhart, capobanda), Myron Healey (Gil Storey), Sydney Mason (Bill Grenner, Thug Leader), Richard Avonde (Morrison, Bank Clerk), Dennis Moore (John Teal), Brad Morrow (Small Boy), Reed Howes (Davis), Pat Buttram (Pat Buttram), John L. Cason (Charlie), Art Dillard (scagnozzo con camicia a scacchi rossa), Ray Jones (uomo in Hotel), Jack Perrin (uomo in Hotel), Bob Woodward (conducente della diligenza)

## Saddle Up
- Diretto da:
- Scritto da:

### Trama
- Interpreti: Gene Autry (Gene Autry), Sally Mansfield (Miss Abby - School Teacher), Sammy Ogg (Leonidas 'Lefty' Legan), Leonard Penn (Martin Pickett), Gregg Barton (Stan Richter), Bill Crandall (Robson - scagnozzo in giacca rossa), Kenne Duncan (sceriffo Tim McBride), The Cass County Boys (aiutanti nel Flying 'A' Ranch), Pat Buttram (Pat), Bert Dodson (lavoratore nel ranch), Fred S. Martin (lavoratore nel ranch), Jerry Scoggins (lavoratore nel ranch), Boyd Stockman (scagnozzo), Bob Woodward (cittadino)

## Ride Ranchero
- Diretto da:
- Scritto da:

### Trama
- Interpreti: Gene Autry (Gene Autry), Emile Meyer (Big Jim Weston), Sally Mansfield (Miss Abby Pickett - School Teacher), Leonard Penn (Martin Pickett), Peter J. Votrian (Pedro Gonzales), Sammy Ogg (Lefty Legan), Gregg Barton (Stan Richter), Kenne Duncan (sceriffo Tim McBride), The Cass County Boys (aiutanti nel Flying 'A' Ranch), Pat Buttram (Pat), Bill Crandall (Robson), Bert Dodson (chitarrista), Fred S. Martin (fisarmonicista), Jerry Scoggins (Jerry), Boyd Stockman (conducente della diligenza)

## The Rangerette
- Diretto da:
- Scritto da:

### Trama
- Interpreti: Gene Autry (Gene Autry), Emile Meyer (Big Jim Weston), Sally Mansfield (Miss Abby - School Teacher), Leonard Penn (Martin Pickett), Nancy Gilbert (Gerry Wentworth), Peter J. Votrian (Pedro Gonzales), Sammy Ogg (Lefty Legan), Gregg Barton (Stan Richter), The Cass County Boys (aiutanti nel Flying 'A' Ranch), Pat Buttram (Pat Buttram), Bill Crandall (Red-Shirted Robson Henchman), Bert Dodson (chitarrista), Kenne Duncan (sceriffo), Chick Hannan (passante), Fred S. Martin (fisarmonicista), Jerry Scoggins (chitarrista), Boyd Stockman (Moody)

## Dynamite
- Diretto da:
- Scritto da:

### Trama
- Interpreti: Gene Autry (Gene Autry), Francis McDonald (Harry Talbot, alias Ben), Sally Fraser (Deborah Talbot), Glenn Strange (McCann, leader dei fuorilegge), Harry Harvey (sceriffo), Robert Bice (Cal Driscoll), John Boutwell (Garson - scagnozzo in giacca di jeans), Bob Woodward (Tom Rankin, Stagecoach Driver), The Cass County Boys (aiutanti nel ranch e cantanti), Pat Buttram (Pat Buttram), Art Dillard (scagnozzo con camicia blu), Bert Dodson (bassista), Fred S. Martin (fisarmonicista), Tex Palmer (cittadino), Jerry Scoggins (chitarrista)